# Lacul Albert
Lacul Albert, mai demult Lacul Mobutu Sese Seko, este un lac situat în Uganda și Republica Democrată Congo.